# Storm (Etnaland)
Pour les articles homonymes, voir Storm.
Storm sont des montagnes russes assises du parc d'attractions Etnaland, situé à Belpasso en Sicile.
L'attraction construite par l'entreprise allemande Mack Rides est ouverte depuis le 20 avril 2013. Storm est équipé de 2 trains. Chaque train est composé de 4 wagons de 4 places chacun pour un total de 16 passagers par train. 
Le parcours de Storm comporte un in-line twist.